# 유광덕
유광덕(劉廣德, ? ~ ?)은 전한 후기의 제후로, 광릉여왕의 손자이다.

## 행적
아버지 유성의 뒤를 이어 조양후(朝陽侯)에 봉해졌다. 시호를 사(思)라 하였고, 아들 유안국이 작위를 이었다.

## 출전
- 반고, 《한서》 권15하 왕자후표 下

| 선대 아버지 조양강후 유성 | 전한의 조양후 ? ~ ? | 후대 아들 유안국 |